# Вирильо, Поль
Поль Вирильо (фр. Paul Virilio; 1932—2018) — французский философ и архитектурный критик. Обучался в Сорбонне. В 1950 обратился в католицизм. С 1975 — директор Специальной архитектурной школы в Париже. Развивал концепцию «дромологии», где важными компонентами являются образ и скорость.

## Сочинения
- «Скорость и политика» (1977)
- «Общественная защита и экологическая борьба» (1978)
- «Эстетика несоответствия» (1980)
- «Война и кино» (1984)
- «Логистика восприятия» (1984)
- «Машина зрения» (1988)
- «Потерянное измерение» (1993)
- «Открытые небеса» (1997)